# Sam Hollander
 (août 2019).
Si vous disposez d'ouvrages ou d'articles de référence ou si vous connaissez des sites web de qualité traitant du thème abordé ici, merci de compléter l'article en donnant les références utiles à sa vérifiabilité et en les liant à la section « Notes et références ».
Sam Hollander est un auteur-compositeur et réalisateur artistique américain.

## Biographie
Il a écrit pour des artistes tels que One Direction, Katy Perry, Fitz and The Tantrums, Train, Daughtry, The Fray, Carole King, Panic! Au Disco, Weezer ou Gym Class Heroes. 
En 2008, Rolling Stone lui a décerné le prix du meilleur producteur de l'année[réf. nécessaire].